# Vólos
Vólos (em grego: Βόλος) é uma cidade situada no centro da Grécia, a cerca de 326km ao norte de Atenas e 215km ao sul de Tessalônica. É a capital da prefeitura da Magnésia. A cidade portuária é a única saída para o mar da Tessália, a maior região agrícola do país. Com uma população de 144.420 (2011) e uma prefeitura de cerca de 200.000, é um importante centro industrial, enquanto o seu porto oferece uma ponte entre a Europa, Oriente Médio e Ásia.

## Geografia
Volos é o centro administrativo da unidade de Magnésia regional. Muitos dos domínios da cidade são separados através de barricadas naturais, tais como rios.
Três principais rios / torrentes de montanha ascensão do monte Pélion todos (1651m), atravessando a cidade para criar uma geografia urbana original, antes de terminar no Golfo Pagasetic fluindo oeste. O rio Anavros, famoso por passagem de Jason, divide o Nea distrito Demetriada do resto da área urbana. Krausidonas é o principal rio que passa pela cidade, e constitui o pulmão natural da área urbanizada de Volos, bem como o limite entre os municípios mais importantes da cidade metropolitana, os municípios de Volos e Nea Ionia. Xirias (Ξηριάς), é a maior torrente da área metropolitana urbana de Volos, e passa através da área Nea municipal Ionia.

### Clima
Volos, como uma cidade mediterrânica, tem um clima típico nem de temperaturas particularmente altas nem muito baixas durante todo o ano. Seu clima é de uma baixa umidade, favorável para todos os tipos de atividades. A montanha Pelion, com o seu próprio microclima, afeta o clima da cidade. 